# 1968 год в театре
1968 год в театре

## Яркие постановки
- В Харьковском ТЮЗе — к 5 марта — выпущен спектакль «Последние письма», основанный на предсмертных посланиях невинно осуждённых при Сталине людей и состоящий из пяти главок: «Бой», «Облава», «Застенок», «Трибунал», «Казнь». — Спектакль почти сразу же запрещён, — Леонид Хаит, автор постановки (пьеса совместно с З.Сагаловым), и в то время главный режиссёр театра, в самом скором времени вынужден навсегда покинуть город…[1][2].

- В Москве на сцене зала Чайковского новая постановка балета «Мимолётности» Касьяна Голейзовского на музыку Сергея Прокофьева.

## Знаменательные события
- 7 октября — спектаклем-концертом «Будем знакомы, дорогие земляки!» был открыт Саратовский областной театр оперетты[3]

## Персоналии

### Родились
- 9 января — Александр Федькин, советский и российский актёр театра и кино.
- 17 января — Виктор Мамонов, советский и российский актёр, Заслуженный артист Российской Федерации.
- 20 января — Дарья Юргенс, российская актриса театра и кино, Заслуженная артистка России.
- 28 января — Ольга Кабо, советская и российская актриса, Заслуженная артистка России.
- 28 января — Алексей Зуев, советский и российский актёр театра и кино.
- 17 февраля — Борис Хвошнянский советский и российский актёр театра и кино.
- 20 декабря — Виталий Егоров, советский и российский актёр театра и кино, Заслуженный артист России.

### Скончались
- 30 января — Иван Братанов, болгарский актёр театра и кино.
- 13 февраля — Ада Сонц, еврейская и русская советская актриса, заслуженный деятель искусств УССР.
- 26 апреля — Тамара Чавчавадзе, грузинская советская актриса театра и кино, Народная артистка Грузинской ССР.
- 15 мая — Владимир Честноков, советский актёр театра и кино, театральный педагог, Народный артист СССР.
- 31 июля — Николай Смолич, актёр и режиссёр, Народный артист СССР.
- 6 сентября на гастролях в Москве — Николай Акимов, советский живописец и книжный график, театральный художник, режиссёр и педагог, 1935 по 1949 и с 1956 г. возглавлявший Ленинградский театр Комедии.
- 14 сентября — Антонис Яннидис, греческий актёр, театральный деятель.
- 30 декабря – Алекса́ндр Юра́-Ю́рский, украинский советский актёр. Народный артист Украинской ССР (1947) и Узбекской ССР (1944).